# Queensland Sport and Athletics Centre
Queensland Sport and Athletics Centre, även känd som QSAC, är en multiarena som ligger i Brisbane. Den var tidigare hemmaarena för rugby league-laget Brisbane Broncos i den australienska högstaligan National Rugby League. Arenan används också till Queenslands regionala mästerskap i friidrott, samt en mängd skol- och klubbtävlingar i friidrott.

## Historia
Arenan öppnades 1975 och var då Queenslands första friidrottsarena med löparbanor i syntetmaterial. Den namngavs Queen Elizabeth II Jubilee Sports Centre den 10 mars 1977 då drottning Elizabeth II besökte den under ett statsbesök. 1978 hölls de australiska mästerskapen i friidrott för första gången på arenan, de har sedan hållts där ytterligare elva gånger (1982, 1989, 1993, 2001, 2003, 2003, 2007, 2008, 2009, 2015 och 2023), flest gånger av alla arenor i Australien.
Queen Elizabeth II Jubilee Sports Centre var under samväldesspelen 1982 huvudarena och stod även värd för tävlingarna i friidrott och bågskytte. Arenan var mellan 1993 och 2003 hemmaplan för Brisbane Broncos och gick under perioden under namnet ANZ Stadium i enlighet med ett sponsoravtal med banken ANZ. Löparbanorna hade rivits upp efter samväldesspelen och tillfälliga sittplatser användes för att öka kapaciteten. Finalen i World Club Challenge 1994 mellan Wigan Warriors och Broncos drog en publik på 54 220 personer, den största i World Club Challenges historia. Arenans publikrekord sattes dock under Super League-finalen 1997 då Broncos besegrade Cronulla-Sutherland Sharks med 26 – 8 inför 58 912 åskådare.
ANZ Stadium stod värd för två Davis Cup-semifinaler (1999 och 2000), båda vanns av hemmalaget. 2001 lades nya löparbanor in inför Goodwill Games som hölls senare samma år. City of Brisbane överlät 2002 ägandet av arenan till delstaten.

## Anläggning
Den västra huvudläktaren byggdes först och inhyser administration och utbildningslokaler för Queensland Academy of Sport. Där fanns också gym och en inomhushall för basket som revs 2021 för att ersättas med en större gymlokal för elitträning, det gamla gymmet byggdes om till ett blodlaboratorium och lokaler för biomekanisk och fysiologisk testning. I Queensland Sport and Athletics Centres huvudläktare hyr även även många lokala idrotts- och fritidsorganisationer kontor.
Inför samväldesspelen 1982 byggdes ytterligare 13 läktare i aluminium, vilka bildar en cirkel runt löparbanan. Dessa läktare skulle från början vara temporära men behölls sedan.
Bredvid huvudarenan ligger en mindre arena, State Athletics Facility, som inkluderar löparbanor och en huvudläktare med 2 100 sittplatser under tak. Där ligger också National Throws Centre of Excellence, en elitträningsanläggning för friidrottens kastgrenar och mångkamp.

## Bildgalleri

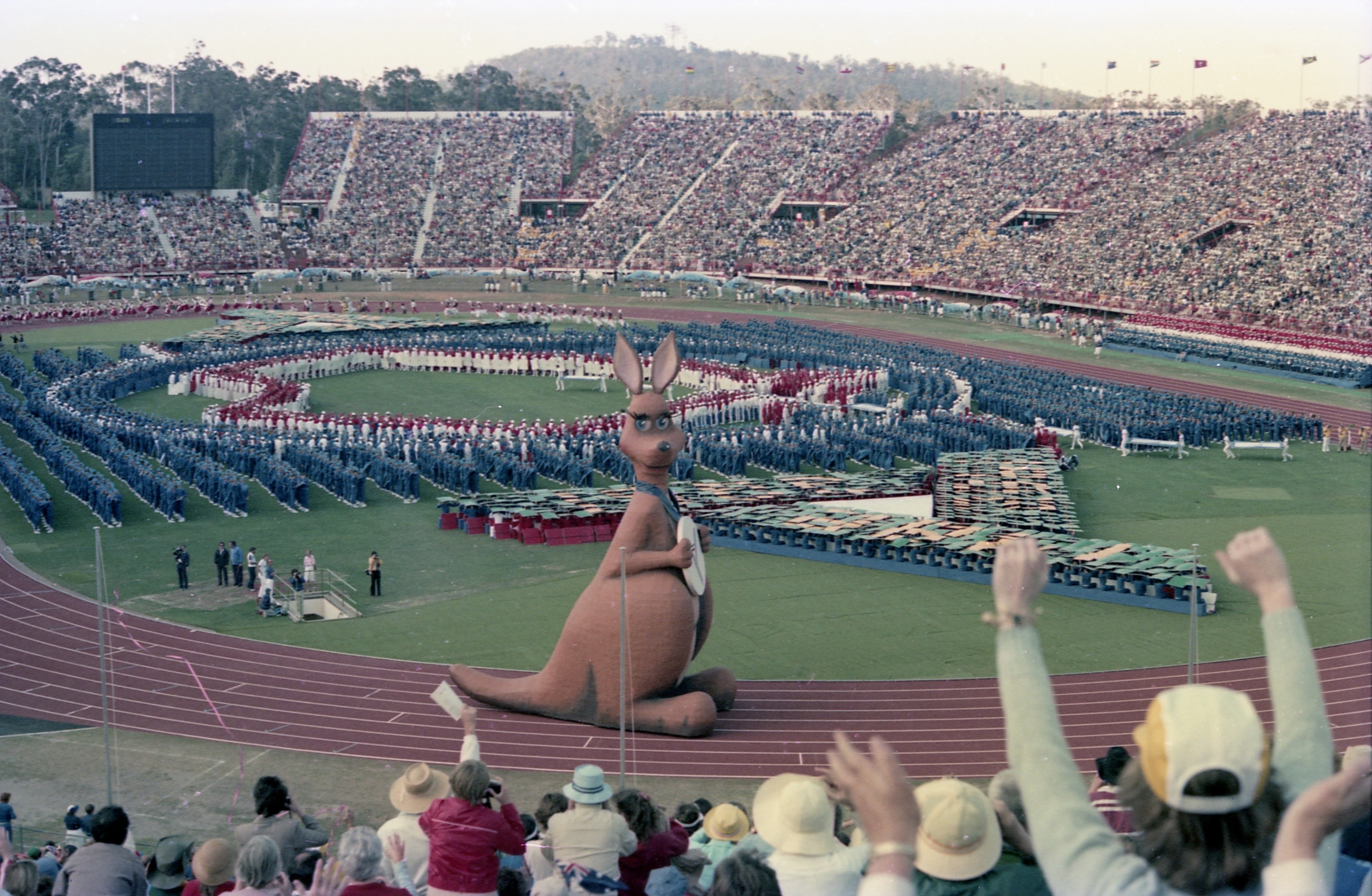
Öppningsceremonin vid samväldesspelen 1982.
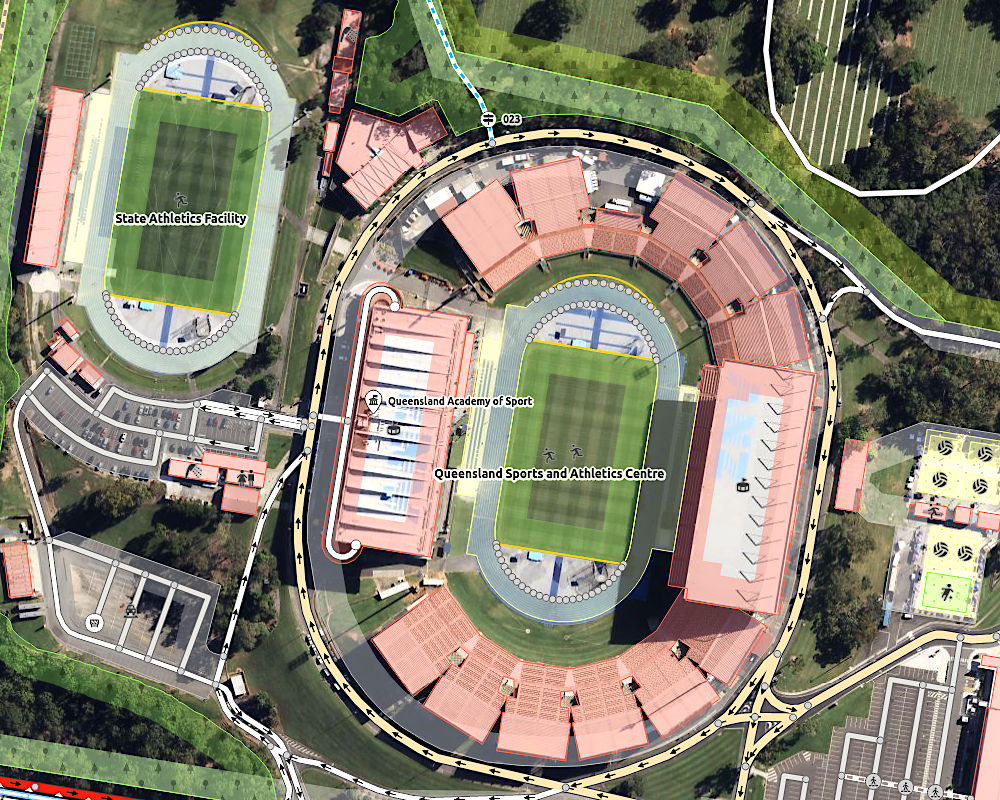
Anläggningen sedd från ovan 2022.
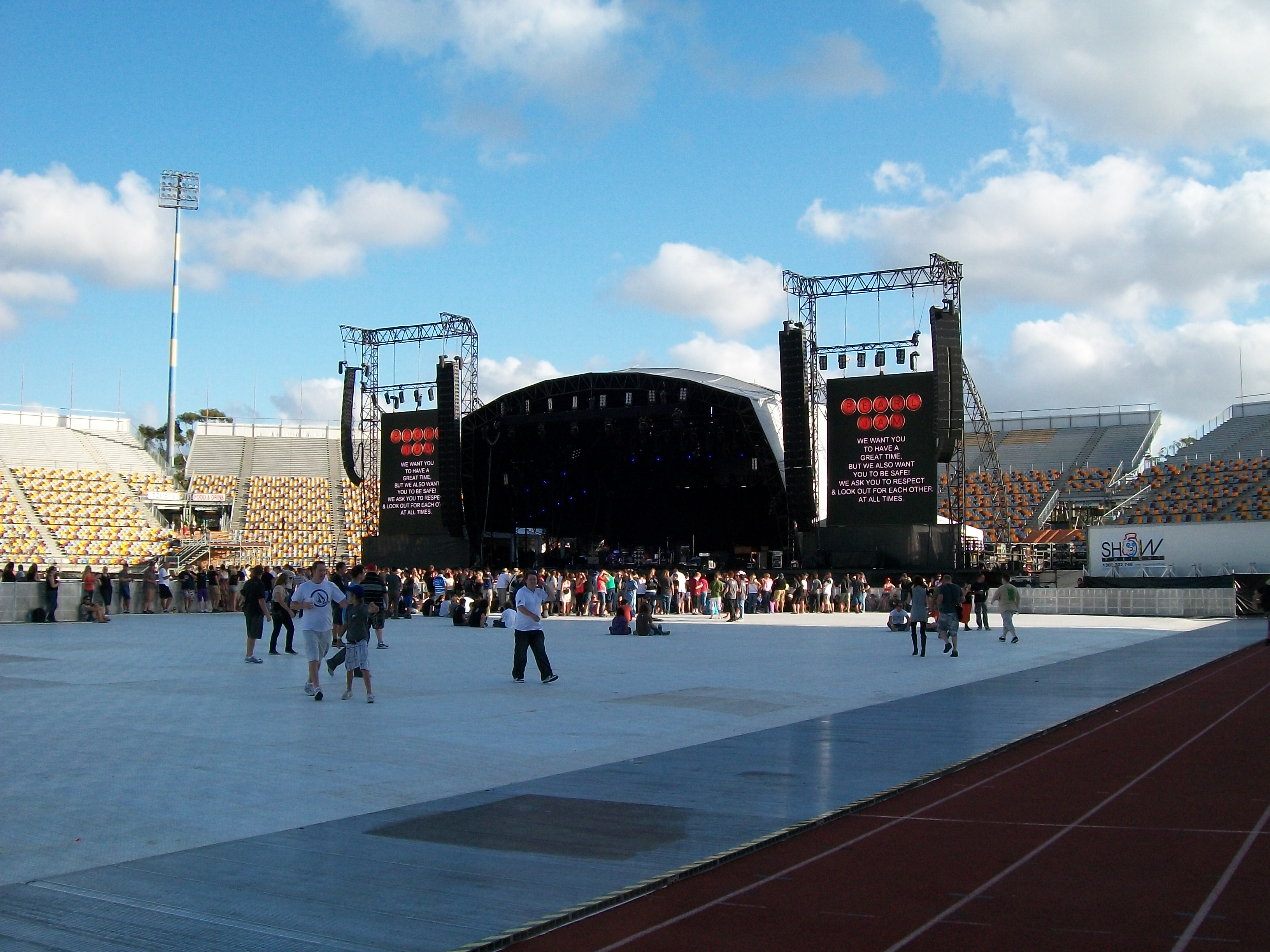
Publik samlas inför Pearl Jams konsert 2009.